# Marcin Pałys
Marcin Jakub Pałys (ur. 5 grudnia 1964 w Warszawie) – polski chemik i nauczyciel akademicki, doktor habilitowany nauk chemicznych, profesor uczelni na Uniwersytecie Warszawskim, prodziekan Wydziału Chemii ds. finansowych (2005–2008), prorektor UW ds. rozwoju i polityki finansowej (2008–2012), w kadencjach 2012–2016 i 2016–2020 rektor Uniwersytetu Warszawskiego, przewodniczący Rady Głównej Nauki i Szkolnictwa Wyższego XIII kadencji, członek zarządu Europejskiego Stowarzyszenia Uniwersytetów.

## Życiorys
Absolwent VI Liceum Ogólnokształcącego im. Tadeusza Reytana w Warszawie (1983). W 1987 ukończył studia na Wydziale Chemii Uniwersytetu Warszawskiego. W latach 1988–1992 odbył studia doktoranckie na Universiteit Twente, doktoryzując się w zakresie nauk chemicznych. Habilitował się w 2005 na UW na podstawie dorobku naukowego oraz rozprawy zatytułowanej Elektrochemia związków koordynacyjnych w warunkach transportu dyfuzyjno-migracyjnego. Specjalizuje się w zagadnieniach związanych z elektrochemią.
Zawodowo od 1987 związany z Wydziałem Chemii Uniwersytetu Warszawskiego. W 2010 objął stanowisko profesora nadzwyczajnego. Od 2005 do 2008 pełnił funkcję prodziekana ds. finansowych. W 2008 powołano go na prorektora UW ds. rozwoju i polityki finansowej. W 2012 został wybrany na rektora Uniwersytetu Warszawskiego (w miejsce ustępującej po dwóch kadencjach Katarzyny Chałasińskiej-Macukow). W 2016 uzyskał reelekcję na drugą czteroletnią kadencję. Został też przewodniczącym Komisji ds. Organizacyjnych i Legislacyjnych Konferencji Rektorów Akademickich Szkół Polskich w kadencji 2016–2020.
W 2019 został wybrany do zarządu Europejskiego Stowarzyszenia Uniwersytetów, stowarzyszenia zrzeszającego ponad 800 uczelni z 48 krajów.
W trakcie pełnienia funkcji rektora kierowany przez niego uniwersytet m.in. uzyskał dotację rządową na realizację wieloletniego program rozwoju Uniwersytet Warszawski 2016–2020, przystąpił do grupy Sojusz 4EU+ i zwyciężył w konkursie MNiSW „Inicjatywa Doskonałości – Uczelnia Badawcza”. Pełnienie funkcji rektora zakończył w 2020.
Został powołany na przewodniczącego Zespołu ds. Europejskich Sieci Uniwersyteckich w ramach KRASP, a w 2021 wybrano go do rady zarządzającej Magna Charta Observatory, organizacji podejmującej działania na rzecz poszanowania i ochrony podstawowych wartości akademickich. W styczniu 2022 wybrany na przewodniczącego Rady Głównej Nauki i Szkolnictwa Wyższego XIII kadencji.

## Odznaczenia i wyróżnienia
W 2014 został odznaczony estońskim Orderem Krzyża Ziemi Maryjnej IV klasy, w 2015 belgijskim Orderem Leopolda III klasy, a w 2016 francuskim Orderem Narodowym Zasługi.
W 2020 został uhonorowany tytułem doktora honoris causa Podkarpackiego Uniwersytetu Narodowego im. Wasyla Stefanyka.